# Liaobaatar
Liaobaatar is een geslacht van uitgestorven zoogdieren die behoren tot de orde van de Multituberculata, familie Eobaataridae. De fossiele resten komen uit het Vroeg-Krijt van China. Deze herbivoren leefden tijdens het Mesozoïcum, ook wel bekend als het tijdperk van de dinosauriërs. Ze behoorden tot de meest geëvolueerde vertegenwoordigers van de informele onderorde Plagiaulacida.

## Naamgeving
De typesoort Liaobaatar changi werd in 2009 benoemd door Kusuhashi, Hu, Wang, Setoguchi en Matsuoka. De geslachtsnaam Liaobaatar combineert de plaats aan waar het typemateriaal werd ontdekt, de Chinese provincie Liaoning, met het Mongoolse achtervoegsel baatar, 'held', vaak gebruikt in de namen van Multituberculata. De soortaanduiding eert de geologieprofessor Chang Zenglu.
Het holotype IVPP V14489 bestaat uit een paar onderkaken gevonden bij Fuxin in een laag van de Fuxinformatie die dateert uit het Aptien-Albien. De onderkaken IVPP V14483 en IVPP V14500 werden aan de soort toegewezen.

## Beschrijving
Dit slecht bekende geslacht wordt vertegenwoordigd door losse onderkaken met tanden van de typesoort Liaobaatar changi, zichtbaar groter dan die van andere eobaatariden. De onderste eerste kies (m1) heeft twee rijen van drie knobbels. De onderste vierde premolaar (p4) is groter dan die van Eobaatar magnus en Sinobaatar lingyuanensis en de onderste snijtand is volledig bedekt met email zoals bij Hakusanobaatar en Heishanobaatar. De boventanden van Liaobaatar uit de Fuxinformatie moeten nog worden ontdekt.

## Fylogenie
Liaobataar werd in de Eobaataridae geplaatst.

## Verspreiding
De overblijfselen zijn ontdekt in de lagen van het Vroeg-Krijt die de grens tussen het Aptien en Albien) van China overspannen, ongeveer 113 miljoen jaar oud, uit de provincie Liaoning, Shahai- en de Fuxinformaties.